# رينهولد روث
رينهولد روث (بالألمانية: Reinhold Roth)‏ هو متسابق دراجات نارية ألماني سابق. نافس في سباقات بطولة العالم لفئة 500 سي سي ولفئة 350 سي سي ولفئة 250 سي سي ولفئة 50 سي سي.